# Lautaro Rinaldi
Lautaro Rinaldi (Acassuso, Provincia de Buenos Aires, Argentina; 30 de diciembre de 1993) es un futbolista argentino. Juega como centrodelantero y su equipo actual es el Rampla Juniors de la Segunda División Profesional de Uruguay.

## Trayectoria

### Argentinos Juniors
Surgió de las divisiones inferiores de Argentinos Juniors. Logró en la reserva salir goleador del equipo en 2013 y principios del 2014. Finalmente debutó en el primer equipo el 23 de marzo de 2013 en el empate (0-0) contra Sportivo Belgrano por Copa Argentina. Luego tuvo un gran torneo en el 2014 en el cual consiguió meter 4 goles para así ascender y terminar como goleador del equipo durante la B Nacional. Para la temporada 2015 salió como goleador y figura del equipo con 10 tantos, también el jugador con más partidos en ese año. Tuvo que dejar su carrera de Comercio Internacional, para dedicarse totalmente al fútbol, en el Bicho jugó al lado de Juan Román Riquelme, Matias Caruzzo, Cristian Ledesma y José Palomino. Luego quedó separado del plantel del "Bicho" por su negativa a la renovación de contrato que vencía en diciembre del 2016.

### Panathinaikos FC
Luego de diversas negociaciones con Club Atlético Colón, Atlético Tucumán y Hellas Verona, finalmente el 6 de agosto del 2016 se convierte en jugador del Panathinaikos FC de Grecia por un contrato de 4 temporadas, club que pagó 300mil € por la transferencia. Jugó la Liga Europa de la UEFA 2016-17 al lado de sus compatriotas Sebastián Leto, Lucas Villafañez y el sueco Marcus Berg. Jugó contra el Brøndby IF, Standard Liège, Ajax y Celta de Vigo.
Luego de no tener la continuidad deseada en Grecia en julio del 2017 ficha por el Brescia Calcio de la Serie B de Italia.
A mitad del 2018 ficha por los Tiburones Rojos de Veracruz de México, fue presentado junto al ecuatoriano Luis Caicedo. Sin embargo, increíblemente no pudo ser registrado en el Torneo Apertura 2018 por problemas administrativos.
Luego de un interés de Club Atlético Patronato, finalmente Laucha decide firmar por la Universidad San Martín de la Liga 1 por todo el 2019. Su debut en la Liga 1 fue contra Universitario de Deportes en el Estadio Nacional ante casi 20.000 personas. No tuvo la continuidad deseada, jugando solo 4 partidos en el semestre y dando por finalizado su contrato. Luego de quedar como jugador libre fichó por Temperley.
El 14 de julio de 2020 fichó para Aldosivi de la Primera División de Argentina.

## Estadísticas
Actualizado al último partido disputado el 2 de junio de 2023.
| Club                          | Div.    | Temporada | Liga | Liga  | Copa Nacional | Copa Nacional | Copa Internacional | Copa Internacional | Total | Total |
| Club                          | Div.    | Temporada | PJ   | Goles | PJ            | Goles         | PJ                 | Goles              | PJ    | Goles |
| ----------------------------- | ------- | --------- | ---- | ----- | ------------- | ------------- | ------------------ | ------------------ | ----- | ----- |
| Argentinos Juniors Argentina  |         |           |      |       |               |               |                    |                    |       |       |
| 1.ª                           | 2012-13 | 0         | 0    | 1     | 0             | -             | -                  | 1                  | 0     |       |
| 1.ª                           | 2013-14 | 0         | 0    | 1     | 0             | -             | -                  | 1                  | 0     |       |
| 2.ª                           | 2014    | 10        | 4    | -     | -             | -             | -                  | 10                 | 4     |       |
| 1.ª                           | 2015    | 29        | 7    | 2     | 3             | -             | -                  | 31                 | 10    |       |
| 1.ª                           | 2016    | 8         | 4    | -     | 3             | -             | -                  | 8                  | 3     |       |
| Total                         | Total   | 47        | 15   | 4     | 6             | -             | -                  | 51                 | 17    |       |
| Panathinaikos F.C. · Grecia   |         |           |      |       |               |               |                    |                    |       |       |
| 1.ª                           | 2016-17 | 11        | 0    | 4     | 0             | 5             | 0                  | 19                 | 0     |       |
| Total                         | Total   | 11        | 0    | 4     | 0             | 5             | 0                  | 19                 | 0     |       |
| Brescia · Italia              |         |           |      |       |               |               |                    |                    |       |       |
| 2.ª                           | 2017-18 | 8         | 0    | -     | -             | -             | -                  | 8                  | 0     |       |
| Total                         | Total   | 8         | 0    | 0     | 0             | 0             | 0                  | 8                  | 0     |       |
| Universidad San Martín · Perú |         |           |      |       |               |               |                    |                    |       |       |
| 1.ª                           | 2019    | 6         | 0    | -     | -             | -             | -                  | 6                  | 0     |       |
| Total                         | Total   | 6         | 0    | 0     | 0             | 0             | 0                  | 6                  | 0     |       |
| Temperley Argentina           |         |           |      |       |               |               |                    |                    |       |       |
| 2.ª                           | 2019-20 | 13        | 2    | -     | -             | -             | -                  | 13                 | 2     |       |
| Total                         | Total   | 13        | 2    | 0     | 0             | 0             | 0                  | 13                 | 2     |       |
| Aldosivi Argentina            |         |           |      |       |               |               |                    |                    |       |       |
| 1.ª                           | 2020    | 16        | 2    | 3     | 1             | -             | -                  | 19                 | 3     |       |
| 1.ª                           | 2021    | 5         | 0    | 2     | 0             | -             | -                  | 7                  | 0     |       |
| Total                         | Total   | 21        | 2    | 5     | 1             | -             | -                  | 26                 | 3     |       |
| WSG Tirol · Austria           |         |           |      |       |               |               |                    |                    |       |       |
| 1.ª                           | 2022-23 | 12        | 1    | 2     | 2             | -             | -                  | 14                 | 3     |       |
| Total                         | Total   | 12        | 1    | 2     | 2             | 0             | 0                  | 14                 | 3     |       |
| Total                         | Total   | Total     | 118  | 20    | 15            | 9             | 5                  | 0                  | 138   | 30    |